# Efecto Orton

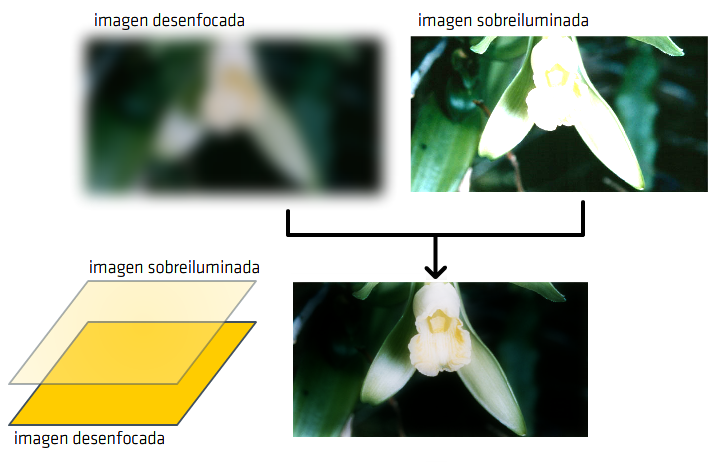
El Efecto Orton está basado en la composición de dos capas con dos efectos de desenfoco e iluminado.

En fotografía y en edición de imágenes, se denomina efecto Orton o simplemente Orton a la combinación de una misma imagen superpuestas dos en dos veces: una emborronada o desenfocada (en inglés blurred) y otra sobreexpuesta, dando como resultado una imagen con altos y bajos niveles de detalles para una misma foto. El efecto lleva el nombre del fotógrafo que originó la técnica, Michael Orton.
Entusiastas de la fotografía han adoptado la técnica y utilizar programas de edición de fotos para replicar. Algunos han modificado la técnica para aplicar selectivamente la técnica, la producción de imágenes que tienen las regiones de enfoque nítido y alto nivel de detalle y las regiones de intensa visión borrosa.
Efectos derivados de la técnica de Orton puede ser el desenfoque radial, lineal o gaussiano, dando diversos efectos para una misma técnica.

## Historia
La técnica fue creada en la época en la que se usaban los carretes, así pues, su origen no proviene de la era ya digitalizada, sino que con el paso del tiempo ha sido adaptada. Además, la idea inicial consistía en conseguir un efecto pictórico, concretamente, aquel que se aproximase a las acuarelas, dejando de buscar pues el realismo de aquellos tiempos y innovando con un aire pictoricista de ambiente mágico y de ensueño.
Para ello, a pesar de que ahora Adobe Photoshop ha recreado este mismo efecto, entonces, la técnica original se basaba en la intercalación de dos o tres transparencias de la misma composición. Es por este motivo que un trípode era fundamental, pues esta técnica implicaba manipular el enfoque y la distancia focal sin mover la cámara. De la misma manera, trabajar con un objetivo zum era realmente imprescindible, pues este mismo permitía realizar el cambio de enfoque y que, al alterar el tamaño de los objetos o personas fotografiadas, el resultado no fuese echado a perder.
Estas imágenes debían presentarse con ciertas características: la primera fotografía tenía que contener el detalle, estar enfocada y, a su vez, sobreexpuesta, mientras que, la segunda, debía tener el color, presentarse desenfocada y estar, también, sobreexpuesta.

## Ejemplo práctico

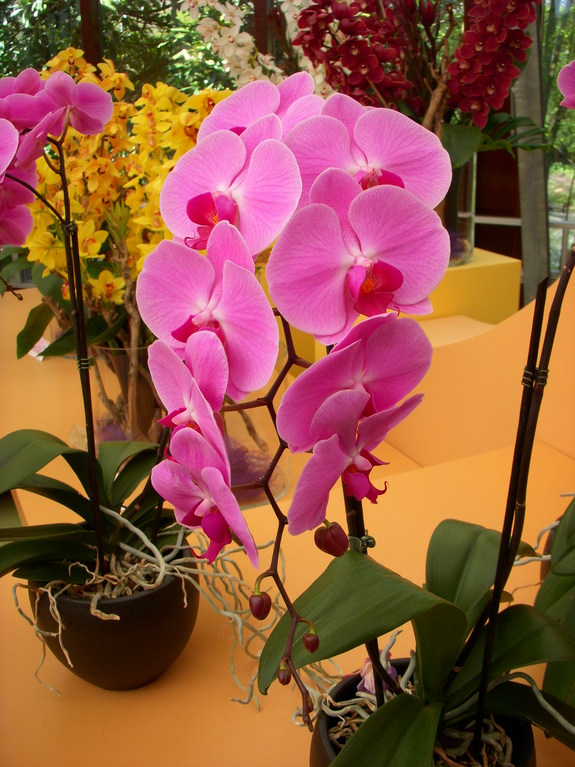
Foto natural.
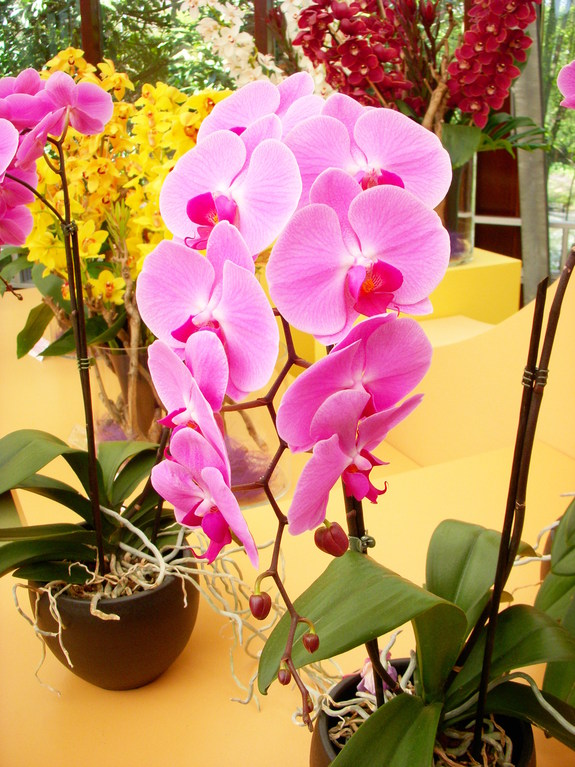
Una iluminación produce una "sobreexposición" en la imagen.
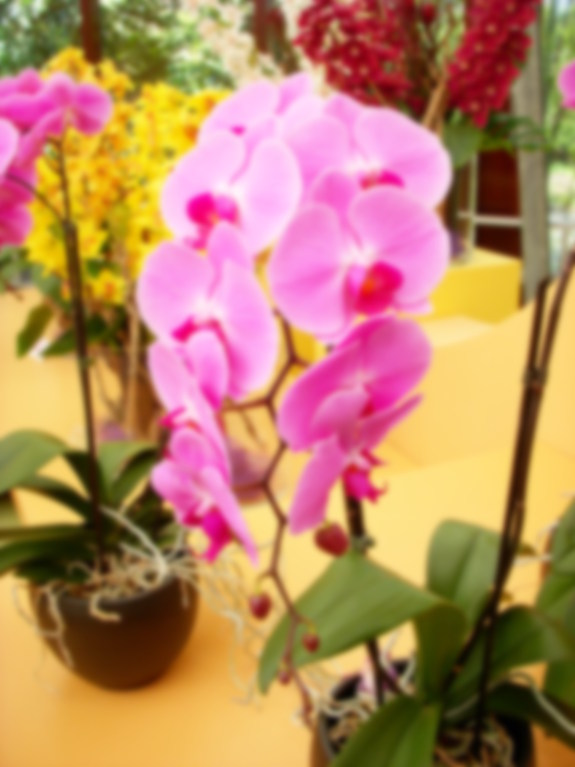
Desenfoco.
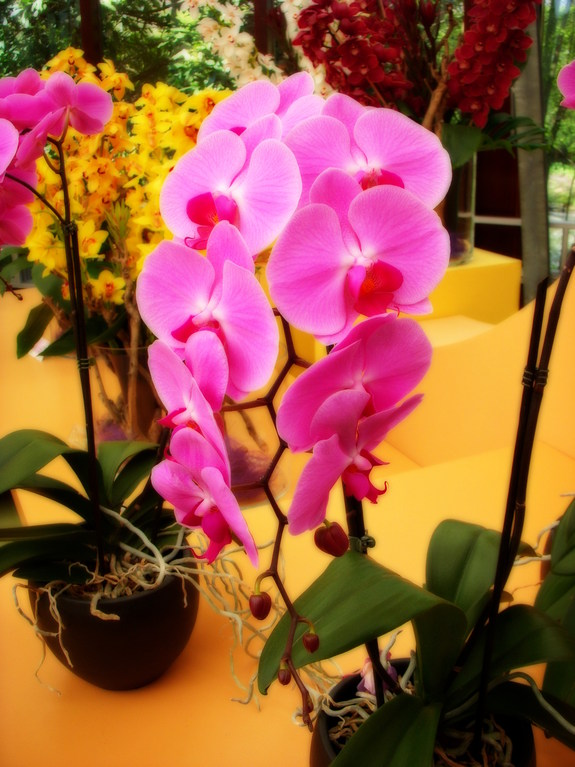
Las dos capas sobrepuestas producen el efecto.